# Mercury-Atlas 6
Mercury-Atlas 6 (MA-6) war ein bemannter Weltraumflug im Rahmen des US-amerikanischen Mercury-Programms. Der Pilot John Glenn war der erste US-amerikanische Astronaut in einer Erdumlaufbahn.

## Besatzung
Am 29. November 1961, nach dem erfolgreichen Flug von Mercury-Atlas 5 mit einem Schimpansen an Bord kündigte die NASA einen nächsten Mercury-Flug mit John Glenn an. Im Gegensatz zu den Flügen von Alan Shepard und Virgil Grissom sollte dieses Mal das Mercury-Raumschiff in eine Erdumlaufbahn gebracht werden. Als Ersatzpilot war Scott Carpenter vorgesehen.
Glenn wählte den Namen Friendship 7 für das Raumschiff.

## Vorbereitung

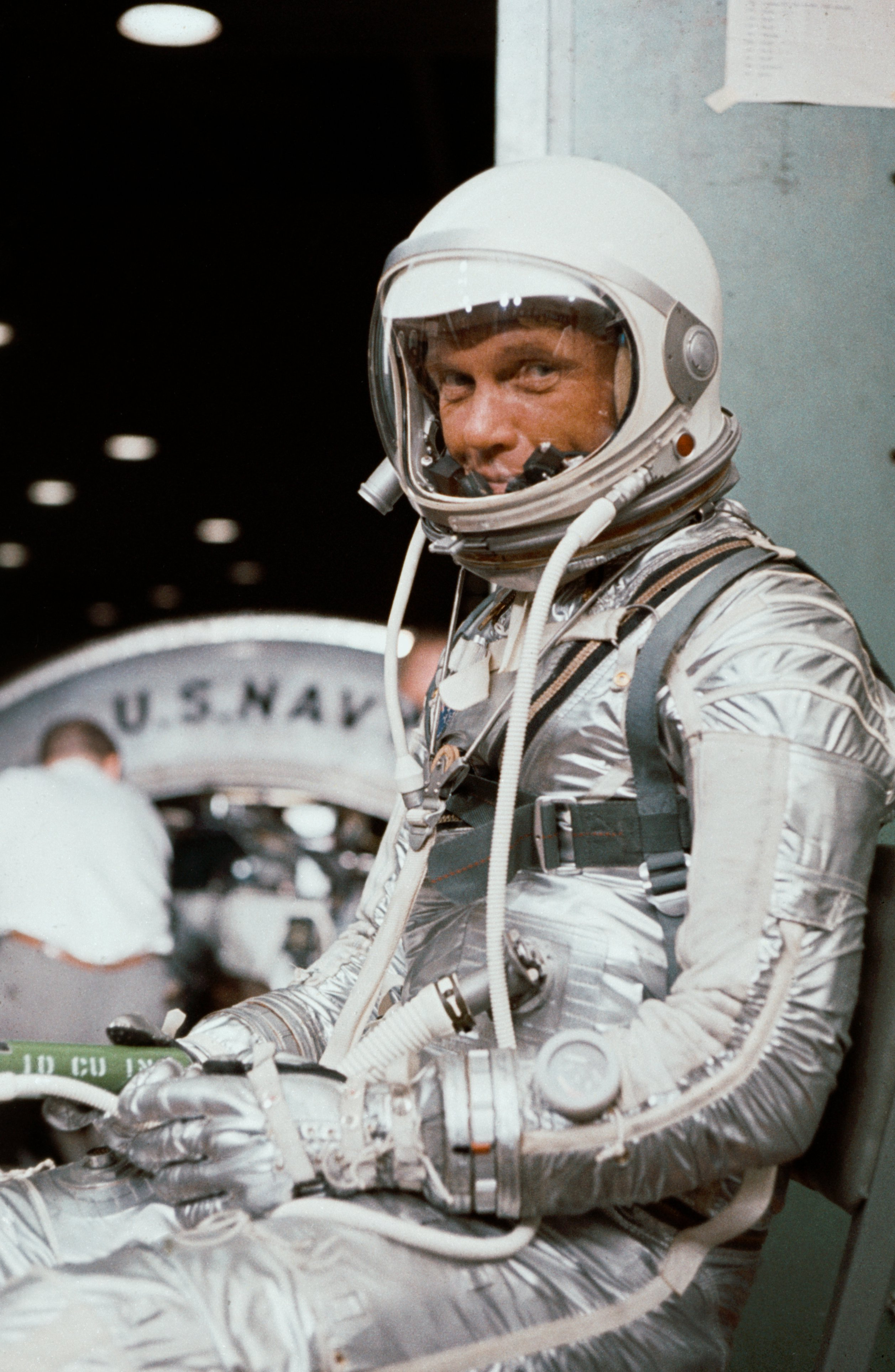
John Glenn im Raumanzug kurz vor dem Start

Mercury-Atlas 6 war der erste bemannte Orbitalflug mit der Atlas-Rakete. Die vorherigen bemannten Flüge Mercury-Redstone 3 und Mercury-Redstone 4 waren suborbitale Flüge mit der Redstone-Rakete gewesen.
Nachdem mit Mercury-Atlas 5 der letzte Testflug erfolgreich verlaufen war, konnte nun endlich das eigentliche Ziel des Mercury-Programms ins Auge gefasst werden: einen US-Amerikaner in die Erdumlaufbahn zu bringen. Für Mercury-Atlas 6 waren drei Erdumkreisungen vorgesehen.
Das Raumschiff mit der Seriennummer 13 wurde am 27. August 1961 in Cape Canaveral angeliefert und am 2. Januar 1962 auf der Trägerrakete montiert. In den Wochen und Monaten vor dem Start übten Glenn und das Bodenpersonal immer wieder den Flug, teils im Simulator, teils auf der Startrampe.
Der Flug war zuerst für den 27. Januar angesetzt, musste aber mehrfach verschoben werden, weil der bedeckte Himmel das Filmen des Starts nicht zuließ. Außerdem erforderte ein defekter Tank eine größere Reparatur.

## Flugverlauf

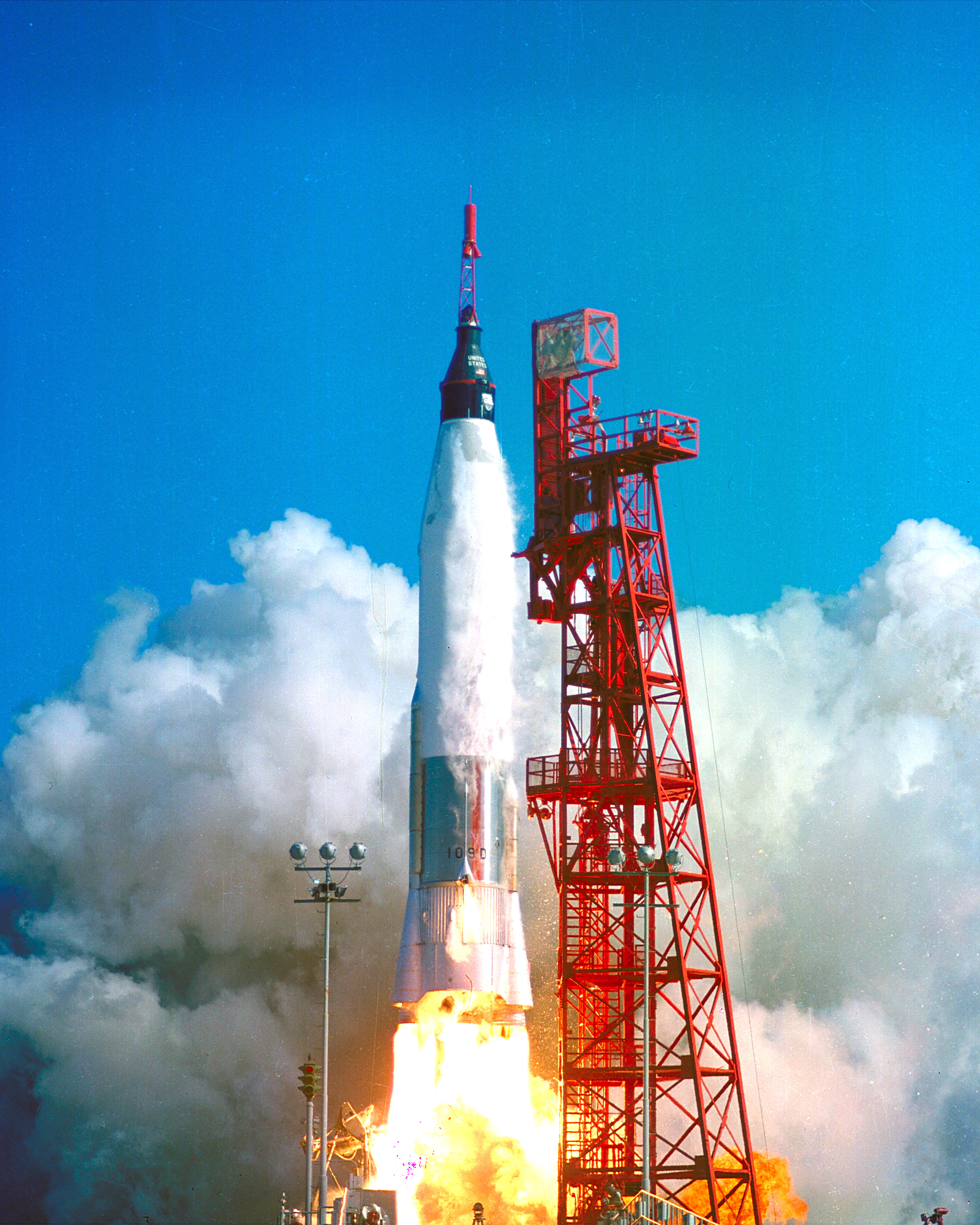
John Glenn hebt mit der Mercury-Atlas 6 in seinem Raumschiff Friendship 7 vom Boden ab

Mercury-Atlas 6 wurde dann schließlich am 20. Februar um 14:47:39 UTC gestartet, zehn Minuten später war Friendship 7 im Orbit.
Während der zweiten Erdumkreisung signalisierte die Landekapsel, dass der Hitzeschild nicht mehr korrekt saß. Wenn diese Anzeige stimmte, würde Friendship 7 beim Wiedereintritt verglühen. Die Leitstelle entschied deshalb, dass die Bremsraketen nach dem Zünden nicht wie üblich abgeworfen würden. Damit sollte der lockere Hitzeschild in Position gehalten werden, bis er durch den steigenden Luftdruck angedrückt würde.
Nach dem Flug ergab die Inspektion der Raumkapsel, dass ein defekter Mikroschalter das Signal „Landing Bag Deployed“ ausgelöst hatte. Der Hitzeschild saß also nicht locker. Der Landesack war ein Luftsack mit vielen kleinen Löchern zwischen Hitzeschild und Kapsel, der den Zweck hatte, den Aufprall der Kapsel auf die Wasserfläche zu dämpfen. Sobald der Landesack ausgefahren war, was normalerweise erst nach dem Öffnen des Fallschirms geschah, würde der Hitzeschild nur noch lose am Boden des Luftsacks baumeln, anstatt fest mit der Kapsel verbunden zu sein, wie es für den Orbitalflug und Wiedereintritt vorgesehen war.
Glenn zeigte sich irritiert, dass man ihm den Zustand seiner Raumkapsel zunächst verschwiegen hatte. Er vertrat die Auffassung, dass der Astronaut immer alle Informationen über sein Gefährt haben sollte, auch für den Fall, dass der Funkkontakt zur Erde abreißt. Flugdirektor Chris Kraft jedoch hielt dagegen, dass Glenn sowieso nichts hätte tun können, wäre der Hitzeschild tatsächlich lose gewesen.
Während des Niedergangs pendelte die Friendship 7 stark, und der Treibstoff für die Lageregelung wurde restlos verbraucht. Der Hilfsfallschirm löste jedoch früher als geplant aus und stabilisierte die Landekapsel.
Da Friendship 7 zum Schluss leichter als geplant war, wurde der berechnete Landepunkt um 60 Kilometer verfehlt. Der Zerstörer USS Noa (Rufname „Steelhead“) hievte die Landekapsel mitsamt dem Astronauten an Bord. Glenn sprengte die Einstiegsluke auf und zog sich dabei eine kleine Verletzung an der Hand zu. Glenn wurde sofort medizinisch untersucht, zeigte aber außer Erschöpfung und Durst keine Beschwerden.

## Bedeutung für das Mercury-Programm
Mit diesem vollwertigen bemannten Raumflug hatten die USA zur Sowjetunion aufgeschlossen, die jedoch nach Anzahl und Dauer der Raumflüge führte. Glenn wurde als Held gefeiert. Mit diesem Flug waren die Ziele des Mercury-Programms erfüllt, weitere Starts der Mercury-Raumschiffe mit Atlas-Raketen sollten jedoch bald folgen, für Mercury-Atlas 7 war bereits Deke Slayton als Pilot angekündigt worden.